# Gosenbach (Roter Main)
Der Gosenbach ist ein knapp acht Kilometer langer, linker und westlicher Zufluss des Roten Mains im oberfränkischen Landkreis Bayreuth.

## Name
Die mittelalterlichen urkundlichen Erwähnungen nannten den Bach „Jassen“ (um 1398), „Gasen“ (15. Jahrhundert) oder „Gosen“ (ab 17. Jahrhundert). Der Name könnte sich vom germanischen Verb *jes-a- für  sieden, gären oder vom slawischen *Jasenьna mit der Bedeutung Eschenbach ableiten.

## Geographie

### Verlauf
Der Gosenbach entspringt östlich von Bärnreuth auf einer Höhe von etwa 574 m ü. NHN. 
Er mündet nördlich von Creußen auf einer Höhe von ungefähr 409 m ü. NHN von links in den Roten Main.
Der 7,93 km lange Lauf des Gosenbachs endet ungefähr 165 Höhenmeter unterhalb seiner Quelle, er hat somit ein mittleres Sohlgefälle von etwa 21 ‰.

### Zuflüsse
(Von der Quelle zur Mündung)
- Tannenbach (links), 1,0 km
- Mausgraben (links), 0,7 km
- Friedrichsbach (rechts), 1,1 km
- Gosener Graben (links), 1,1 km
- Sahrmühlbach (rechts), 2,6 km
- Freileithener Graben (links), 0,8 km
- Weinleitenbächlein (rechts), 1,3 km
- Bocksrückbach (links), 1,4 km
- Hühnerbach (rechts), 3,1 km

### Flusssystem Roter Main
- Fließgewässer im Flusssystem Roter Main

### Orte
Der Gosenbach fließt durch die folgenden Orte:
- Haag
- Großweiglareuth
- Creußen

## Natur und Umwelt
Der Bach wurde nie begradigt, er behielt seinen natürlichen Lauf und schlängelt sich sanft durch Wiesen und Wälder.
Im Frühjahr 2023 stufte das Wasserwirtschaftsamt Hof den Zustand des Gosenbachs als unbefriedigend ein. Auf der von 1 (sehr gut) bis 5 (schlecht) reichenden Skala der EU-Wasserrahmenrichtlinie erreichte er nur die Note 4.
In den Sommern der Jahre 2018 und 2019 trockneten er und seine Zuflüsse vorübergehend aus, Fische und die früher dort vorkommenden Krebse verloren ihren Lebensraum. Auch im Winter führt der Gosenbach mittlerweile sichtbar weniger Wasser.